# Philoponella vicina
Philoponella vicina är en spindelart som först beskrevs av O. Pickard-Cambridge 1899.  Philoponella vicina ingår i släktet Philoponella och familjen krusnätsspindlar. Inga underarter finns listade i Catalogue of Life.